# Pier Cesare Bori
Pier Cesare Bori (Casale Monferrato, 3 febbraio 1937 – Bologna, 4 novembre 2012) è stato uno storico delle religioni e traduttore italiano.

## Biografia
Dopo aver svolto gli studi universitari nell'ambito delle discipline inerenti alla giurisprudenza, alla teologia e alle scienze bibliche, Pier Cesare Bori è stato docente, fin dal 1970, dell'Alma Mater Studiorum - Università di Bologna, ricoprendo l'incarico di professore di "Storia del cristianesimo e delle Chiese" alla Facoltà di Scienze Politiche, insegnando anche "Filosofia morale" e "I diritti umani nella globalizzazione". Direttore del "Master in diritti umani e intervento umanitario", ha ricoperto l'incarico di professore invitato negli Stati Uniti d'America, in Tunisia e Giappone.

### L'esperienza di Pier Cesare Bori con i quaccheri
L'attuale gruppo dei quaccheri di Bologna – che pubblica anche Lettera Quacchera – nasce da un documento, La Nostra Via, sottoscritto da un gruppo “Amici degli Amici” nel settembre 1998, e celebra ora gli incontri silenziosi due volte al mese presso la Scuola di Pace bolognese, un'attività avviata da Pier Cesare Bori (1937-2012)/.

## Opere
Nell'ambito della storia del cristianesimo e dell'interpretazione biblica:
- Koinonìa. Brescia, Paideia, 1972;
- La chiesa primitiva, Flero (BS), Queriniana, 1982;
- Il vitello d'oro. Le radici della controversia antigiudaica, Torino, Bollati Boringhieri, 1983;
- Chiesa primitiva. L'immagine della comunità delle origini. Atti 2,42-47; 4,32-37 nella storia della Chiesa antica, Flero (BS), Paideia, 2006;
- L'interpretazione infinita, Bologna, Il Mulino.

Nell'ambito degli studi sui quaccheri:
- Pier Cesare Bori e Massimo Lollini (a cura di), La Società degli amici: il pensiero dei quaccheri da Fox (1624-1691) a Kelly (1883-1941), Milano, Linea d'ombra, 1993, ISBN 88-09-00844-8.

Nell'ambito degli studi sull'opera L'uomo Mosè e la religione monoteistica (1934-1938) di Sigmund Freud:
- L'estasi del profeta ed altri saggi tra ebraismo e cristianesimo dalle origini sino al Mosè di Freud, Bologna, Il Mulino, 1989;
- È una storia vera? Le tesi storiche dell'Uomo Mosè e la religione monoteistica di Sigmund Freud, a cura di G. Zamagni, Roma, Castelvecchi, 2015.

Nell'ambito delle ricerche su Tolstoj e Dostoevskij:
- L'altro Tolstoj, Bologna, Il Mulino, 1995;

ha tradotto dal russo:
- Pensieri per ogni giorno, Edizioni cultura della pace, 1995.

ha redatto l'introduzione a:
- Guerra e pace, Torino, Einaudi, 1998.

ha scritto:
- Il dialogo al pozzo. Gesù e la Samaritana secondo Tolstoj, Bologna, EDB, 2014;
- La tragedia del potere. Dostoevskij e il grande inquisitore, Bologna, EDB, 2015.

Nell'ambito dell'etica mondiale e dei diritti umani:
- Per un consenso etico tra culture, Genova, Marietti, 1991;
- Per un percorso etico tra culture, Firenze, Nuova Italia, 1996.

Nell'ambito della cultura umanistica:
- Pluralità delle vie. Alle origini del Discorso sulla dignità umana di Pico della Mirandola, Milano, Feltrinelli, 2000.